# Martín Pareja-Obregón
Martín Pareja-Obregón Pol (Campofrío, Huelva, 19 de septiembre de 1964) es un torero español.

## Biografía
Nacido en la provincia de Huelva en el año 1964. Es proveniente de una familia de toreros, cuyo padre era el matador de toros sevillano Juan de Dios Pareja-Obregón, es biznieto por parte de su padre del torero Manuel García Cuesta (El Espartero) y de Doña Celsa Fonfrede, es sobrino nieto de la viuda de los ganaderos de Concha y Sierra y también es sobrino del ganadero, empresario y rejoneador sevillano Joaquín Pareja-Obregón y del músico y compositor Manuel Pareja Obregón.
En su carrera profesional como torero, debutó en público por primera vez el día 21 de junio del año 1987, en su pueblo natal. Posteriormente realizó su debut con caballos el día 23 de abril de 1989 en la Real Maestranza de Caballería de Sevilla acompañado de Julio Aparicio y Juan Antonio Ruiz "Espartaco", con los novillos del ganadero español Juan Pedro Domecq.
Un año más tarde toreo por primera vez en la plaza de Las Ventas, junto a Antonio Posada y Antonio Manuel Punta, con novillos de Los Guateles.
Posteriormente hizo su alternativa en la Real Maestranza de Caballería de Sevilla el día 31 de marzo del año 1991, teniendo como padrino al famoso torero Curro Romero y como testigo a Juan Antonio Ruiz «Espartaco», donde toreo a un toro llamado Escogido de la ganadería de Torrealta.

### Temporadas
Martín Pareja-Obregón, hizo su primera temporada en el año 1994 donde realizó ocho festejos. En la siguiente y segunda temporada del torero en el año 1995 hizo seis corridas y cortó diez orejas. En 1996 realizó tres corridas, una de ellas en la Real Maestranza de Caballería de Sevilla en la tarde del día 6 de junio, que resultó ser una de sus mejores actuaciones en la plaza de toros sevillana. En la de 1997 volvió a torear en la Real Maestranza de Sevilla durante dos veces en esta temporada debido a la corrida del día del Corpus en 29 de mayo y en segundo lugar debido a la festividad de San Miguel el día 28 de septiembre y en diferentes lugares de España hizo cuatro corridas cortando en total dos orejas. En la 1998, lidió en cinco ocasiones cortando un total de cuatro orejas, realizando una corrida en la Maestranza de Sevilla durante la tarde del lunes 4 de mayo, y también toreó en Venezuela tras la celebración de la Feria Internacional de Barquisimeto, realizando una gran actuación e indultando al tercer toro lidiado de la tarde del domingo 20 de septiembre cortando dos orejas y un rabo. En 1999 estrenó su temporada en la Maestranza de Sevilla en la tarde del 6 de mayo, el día 18 de septiembre resultó cogido gravemente sufriendo una cornada en la región inguinal izquierda con un orificio de entrada de 6 centímetros y 18 centímetros de profundidad, que alcanza el hueso coxal, en Venezuela en la ciudad de Barquisimeto, donde toreaba junto a Oliveira y Erick Cortés, donde Martín Pareja afirmó que sufrió la cornada más fuerte de toda su carrera y también dijo que tenía previsto reaparecer el día 18 de diciembre en la plaza de Barcelona (Venezuela). Posteriormente hizo su siguiente temporada tres años más tarde en el 2002, donde cortó dos orejas en la tarde del día 11 de agosto en El Saucejo.